# Closterus denticollis
Closterus denticollis là một loài bọ cánh cứng trong họ Cerambycidae.